# Кованов Павло Васильович
Павло Васильович Кованов (4 листопада 1907, місто Санкт-Петербург, тепер Російська Федерація — 12 жовтня 1986, місто Москва, Російська Федерація) — радянський державний діяч, голова Комітету народного контролю СРСР, 2-й секретар ЦК КП Грузії. Член Бюро ЦК КП Грузії в 1956—1962 роках. Кандидат у члени ЦК КПРС у 1961—1966 роках. Член ЦК КПРС у 1966—1971 роках. Депутат Верховної ради Грузинської РСР. Депутат Верховної Ради СРСР 5—8-го скликань.

## Життєпис
Народився в родині робітника. В сім'ї було п'ятеро дітей. Молодший брат — Володимир Кованов, згодом хірург і анатом, академік і віцепрезидент АМН СРСР, заслужений діяч науки РРФСР, ректор Першого Московського державного медичного університету імені І. М. Сєченова.
У 1924—1928 роках — вчитель, завідувач сільської початкової школи в Нижньогородській губернії. У 1928—1930 роках — завідувач школи в Московській області.
У 1930—1931 роках — голова колгоспу «Большевик» села Бєлкіно Боровського району Московської області.
У 1931—1932 роках — вчитель історії школи в Московській області.
У 1932—1937 роках — науковий працівник дослідної станції, директор Центральної експериментальної педагогічної лабораторії Народного комісаріату освіти Російської РФСР.
У 1937—1938 роках — директор Інституту початкових шкіл Народного комісаріату освіти РРФСР.
У 1938—1941 роках — заступник директор із науки Державного науково-дослідного інституту шкіл з наукової роботи.
У 1940 році екстерном закінчив Московський державний педагогічний інститут імені Леніна.
Член ВКП(б) з 1940 року.
У 1941—1942 роках — начальник Управління початкових і середніх шкіл Народного комісаріату освіти РРФСР.
У 1942—1944 роках — у Червоній армії. Служив у Головному політичному управління РСЧА: військовий кореспондент на Калінінському, Північно-Кавказькому і 2-му Українському фронтах. Учасник німецько-радянської війни.
У березні 1944 — квітні 1945 року — інструктор відділу культурно-освітніх закладів Управління пропаганди і агітації ЦК ВКП(б) у Москві. З квітня по жовтень 1945 року — завідувач сектору, в жовтні 1945 — липні 1946 року — заступник завідувача відділу радіомовлення і радіофікації Управління пропаганди і агітації ЦК ВКП(б).
У липні 1946 — липні 1948 року — завідувач відділу радіомовлення Управління пропаганди і агітації ЦК ВКП(б). Одночасно в 1946—1951 роках — завідувач відділу радіомовлення газети «Культура и жизнь».
У 1948 році заочно закінчив Вищу партійну школу при ЦК ВКП(б).
У липні 1948 — січні 1950 року — заступник завідувача сектору радіомовлення і радіофікації відділу пропаганди і агітації ЦК ВКП(б), керівник групи радіомовлення на закордонні країни.
У січні 1950 — травні 1953 року — завідувач сектору відділу пропаганди і агітації ЦК ВКП(б). У 1953 році — завідувач підвідділу радіомовлення і радіофікації відділу пропаганди і агітації ЦК КПРС.
У травні 1953 — грудні 1954 року — заступник завідувача, в грудні 1954 — вересні 1955 року — 1-й заступник завідувача, у вересні 1955 — серпні 1956 року — заступник завідувача відділу пропаганди і агітації ЦК КПРС.
8 серпня 1956 — 19 грудня 1962 року — 2-й секретар ЦК КП Грузії.
23 листопада 1962 — 6 грудня 1965 року — заступник голови Комітету партійно-державного контролю ЦК КПРС і Ради міністрів СРСР.
9 грудня 1965 — 22 липня 1971 року — голова Комітету народного контролю СРСР.
З липня 1971 року — персональний пенсіонер союзного значення в Москві.
У 1972—1986 роках — науковий керівник із нових видів транспорту Всесоюзного науково-дослідного та проєктно-дослідницького інституту трубопровідного гідротранспорту Міністерства будівництва підприємств нафтової і газової промисловості СРСР.
Помер 12 жовтня 1986 року. Похований на Ваганьковському цвинтарі Москви.

## Військове звання
- майор (1943)

## Нагороди
- орден Жовтневої Революції
- орден Вітчизняної війни ІІ ст. (1.08.1986)
- орден Трудового Червоного Прапора
- орден «Знак Пошани» (1945)
- медаль «За оборону Москви»
- медалі